# Riserva naturale Falascone
La riserva naturale Falascone è un'area naturale protetta situata nella provincia di Foggia. La riserva occupa una superficie di 48,00 ettari ed è stata istituita nel 1971.